# Campylospermum vogelii
Espèce
Synonymes
- Campylospermum bukobense (Gilg) Farron[2]
- Campylospermum vogelii (Hook.f.) Farron[2]
- Monelasmum costatum Van Tieghe[2]
- Monelasmum dewevrei (De Wild. & T. Durand) Tiegh.[2]
- Monelasmum poggei (Engl.) Tiegh.[2]
- Monelasmum sibangense Tiegh.[2]
- Ochna vogelii (Hook.f.) Kuntze[2]
- Ouratea bukobensis Gilg[2]
- Ouratea dewevrei De Wild. & T. Durand[2]
- Ouratea poggei (Engl.) Gilg[2]
- Ouratea reticulata var. poggei Engl.[2]
- Ouratea vogelii (Hook. f.) Engl. ex Gilg[2]

Campylospermum vogelii est une espèce de plantes à fleurs du genre Campylospermum de la famille des Ochnaceae.

## Liste des variétés
Selon Catalogue of Life (22 février 2019) :
- variété Campylospermum vogelii var. molleri
- variété Campylospermum vogelii var. poggei

Selon Tropicos (22 février 2019) (Attention liste brute contenant possiblement des synonymes) :
- variété Campylospermum vogelii var. angustifolium Farron
- variété Campylospermum vogelii var. costatum Farron
- variété Campylospermum vogelii var. molleri Farron
- variété Campylospermum vogelii var. poggei (Engl.) Farron
- variété Campylospermum vogelii var. vogelii